# Hyddmarken
Hyddmarken är en stadsdel vid Vättern i Motala, öster om Tegelviken och nära Motalabron/Riksväg 50. Hyddmarken ligger vid Motalavikens norra sida, där viken är som smalast. Denna del av viken kallas även Skepparpinan. Här låg Bispmotala tegelbruk och senare Borens trikåfabrik.